# Rhodiola sherriffii
Rhodiola sherriffii är en fetbladsväxtart som beskrevs av Hideaki Ohba. Rhodiola sherriffii ingår i släktet rosenrötter, och familjen fetbladsväxter. Inga underarter finns listade i Catalogue of Life.